# Philipp Brämswig

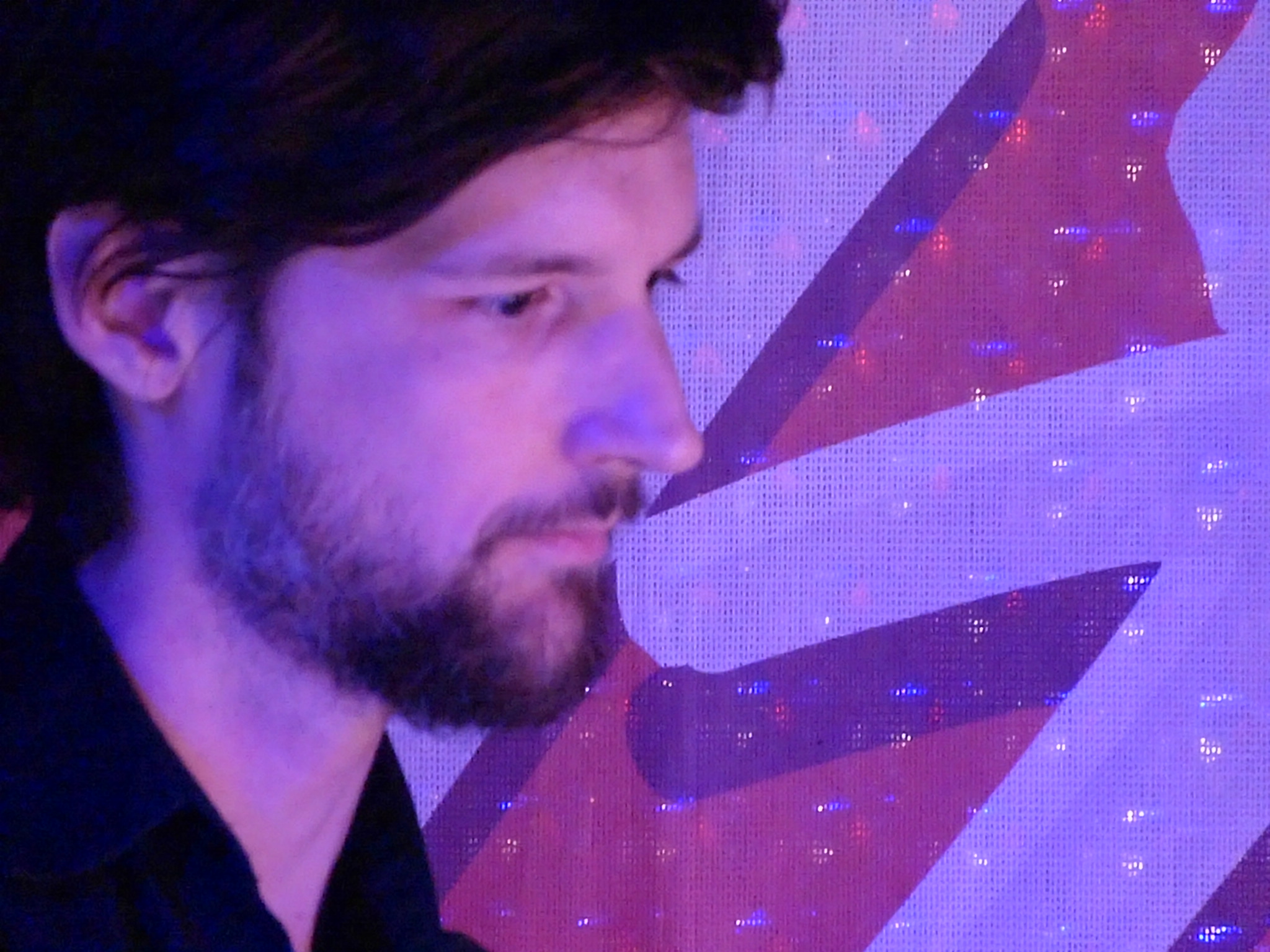
Philipp Brämswig (2018 im Subway)

Philipp Brämswig (geboren 1980) ist ein deutscher Jazzgitarrist, Komponist und Bandleader des Modern Jazz.

## Leben und Wirken
Brämswig wuchs in Lohne auf und lernte Gitarre spielen mit acht Jahren. Anfangs faszinierten ihn eher Rockgitarrenspielweisen und der Heavy Metal, erst über seine Gitarrenlehrer nahm er auch Jazzgitarristen wahr, insbesondere Pat Metheny, John Scofield und Wayne Krantz. Er wurde Mitglied im Jugendjazzorchester Niedersachsen und später im BuJazzO unter Peter Herbolzheimer. Zudem nahm er solo oder im Ensemble teil an diversen Wettbewerben (Jugend musiziert, Jugend jazzt, Jazz over Hannover, Biberacher Jazzpreis).
Während seines Master-Studiengangs Jazz Studies am Konservatorium Amsterdam schaffte er es, ein Talentförderer-Stipendium zu erringen, das ihm die finanziellen Mittel gab, für einige Monate in New York City weiterzustudieren und Unterricht bei Wayne Krantz, Ben Monder, Chris Crocco und Dave Liebman zu erhalten. Bis 2010 lebte er in den Niederlanden und arbeitete musikalisch vorwiegend in den Bands New Generation Big Band, Renske Taminiau sowie Pete Philly & Perquisite. Konzert-Touren führten ihn etwa nach Südkorea, Belgien, Polen, den Balkan, Frankreich, Dänemark, Estland und in die Schweiz. Er spielte etwa mit Richie Beirach, Candy Dulfer, John Goldsby, Charlie Mariano, Bob Mintzer und der WDR Big Band.
Brämswig lebt und arbeitet seit 2010 in Köln. Er ist verheiratet mit der französischen Jazzmusikerin Christine Corvisier; mit ihr tritt er auch professionell auf als Duo Die Brämswigs. Sein im Deutschlandfunk-Kammermusiksaal mit dem Bassisten Florian Rynkowski und dem Schlagzeuger Fabian Arends aufgenommenes Trio-Album Molecular Soul zeigt zeitgenössischen Jazzrock mit Grooves, langen Soli sowie hellwachem Zusammenspiel und „atmosphärischen Texturen“; alle Kompositionen der CD schrieb Brämswig. Mit Sebastian Scobel und Thomas Sauerborn bildete er 2012 das kollaborative Mengamo Trio, mit dem er zwei Alben vorlegte, zuletzt 2023 das von der Kritik gelobte Chat Bizzare. Außerdem ist er aktiv im Duo und der 2019 gegründeten Quartett-Formation Niaque mit Stefan Karl Schmid sowie in den Projekten/Bands Ana Mai, Florian Ross Big Company, Luciel und dem Subway Jazz Orchestra.
Im August 2013 war Brämswig Gitarren- und Rhythmusgruppen-Tutor für das „BuJazzO“. Er hat einen Lehrauftrag für Popgitarre am „Institut für Musik“ der Hochschule Osnabrück.

## Diskografische Anmerkungen
Alben unter eigenem Namen oder als Co-Leader
- Mengamo Trio: The One (Float Music, 2014; Brämswig mit Sebastian Scobel & Thomas Sauerborn)
- Stefan Karl Schmid / Philipp Brämswig Quartett: Anima (Meta Records, 2015)[6] (mit Robert Landfermann und Jonas Burgwinkel)
- Philipp Brämswig Trio: Molecular Soul, (Unit Records/Harmonia Mundi, 2016)[7]
- Niaque: Stefan Karl Schmid, Philipp Brämswig, David Helm, Fabian Arends: Awake (Float Music 2019)
- Mengamo Trio: Chat Bizzare (Jazzsick Records 2023)

als Sideman/Bandmitglied beteiligt
- Ana Mai: Blossom (Neuklang Records, 2013, mit Anna Maria Schuller, Stefan Karl Schmidt, Matthias Akeo Nowak, Oliver Rehmann)
- Florian Ross Big Company: Ties and Loose Ends (Fuhrwerk Musik, 2013)
- Tobias Wember & Subway Jazz Orchestra: Richbeck Suite (Float Music 2018)
- Matthias Schwengler, Soulcrane: Soulcrane & Strings (Mons Records 2022)
- Stefan Karl Schmid, Subway Jazz Orchestra: You Are The Universe (Tangible 2023)

## Auszeichnungen
- 2000: Jazzspatz-Hauptpreis beim Wettbewerb Jugend jazzt für das Sextett  „Groove Conspiracy“ mit Brämswig an der Gitarre.[8]
- 2013: Futuresounds Finalisten: die Kölner Band Luciel mit Brämswig an der Gitarre.[9]
- 2017: Neuer Deutscher Jazzpreis, Finalist: Philipp Brämswig Trio.[10]

## Belege
1. 1 2  Jazzfacts: Porträt des Gitarristen Philipp Brämswig, Deutschlandfunk Juli 2016, abgerufen am 28. Juli 2016.
2. ↑  Philipp Brämswig Trio – Molecular Soul, Discogs Albumfakten, abgerufen am 28. Juli 2016.
3. ↑  Hans-Jürgen Schaal: Mengamo Trio Chat Bizzare (JazzSick). In: Jazz thing. 28. September 2023, abgerufen am 30. September 2023.
4. ↑  52. Arbeitsphase August 2013, Musikrat, abgerufen am 28. Juli 2016.
5. ↑  Lehrbeauftragter am Institut für Musik (Memento des Originals vom 28. Juli 2016 im Internet Archive)  Info: Der Archivlink wurde automatisch eingesetzt und noch nicht geprüft. Bitte prüfe Original- und Archivlink gemäß Anleitung und entferne dann diesen Hinweis., Hochschule Osnabrück, abgerufen am 28. Juli 2016.
6. ↑  Stefan Karl Schmid / Philipp Brämswig: Anima, 2015, abgerufen am 28. Juli 2016.
7. ↑  Philipp Brämswig Trio: Molecular Soul, Jazz thing vom  30. Mai 2016, abgerufen am 28. Juli 2016.
8. ↑  Groove Conspiracy und Jakob Dreyer holen sich die „Jazzspatzen“, jazz-over-hannover 31. Dezember 2000, abgerufen am 28. Juli 2016.
9. ↑  Die Finalisten 2013, abgerufen am 28. Juli 2016.
10. ↑  Neuer Deutscher Jazzpreis 2017 (Memento vom 1. Juli 2017 im Internet Archive), ig-jazz.de, abgerufen am 7. Juli 2017.

| Personendaten    | Personendaten                                     |
| ---------------- | ------------------------------------------------- |
| NAME             | Brämswig, Philipp                                 |
| ALTERNATIVNAMEN  | Brämswig, Philipp Alexander                       |
| KURZBESCHREIBUNG | deutscher Jazzgitarrist, Komponist und Bandleader |
| GEBURTSDATUM     | 1980                                              |